# گواهی هویت پناهندگی
گواهی هویت پناهندگی (انگلیسی: Refugee identity certificate) گواهی هویت پناهندگی عبارت از مدرکی است که پناهندگان برای اثبات پناهندگی خود از آن استفاده می‌کنند. این مدرک ممکن است توسط کمیساریای عالی پناهندگان سازمان ملل (UNHCR) یا دولتی که پناهنده در آن ساکن است صادر شده باشد. پناهنده هر کشوری باید کارت پناهندگی خود را همیشه با خود همراه داشته باشد. در برخی از کمپهای پناهندگی کارت سازمان جهانی غذا (WFP) نیز بعنوان کارت هویت پذیرفته می‌شود. دولتهایی که کنوانسیون پناهندگی سال ۱۹۵۱ را امضا کرده‌اند طبق ماده ۲۸ کنوانسیون باید برای پناهندگان کشور خود گواهینامه شناسایی یا مدرک سفر برای آنها صادر کنند یا کارت دیگری که هویت پناهنده را مشخص می‌کند به آنها داده شود.

## آلمان
از روز ۲۸ ژانویه سال ۲۰۱۶ پناهندگان در جمهوری فدرال آلمان گواهی اثبات ورود به آلمان را دریافت کرده‌اند. اگر آنها درخواست پناهندگی پر کنند به آنها اجازه اقامت داده می‌شود. اگر بعنوان پناهنده شناخته شوند از مزایای استاتوی پناهندگی برخوردار می‌گردند و به آنها مدرک سفر و حق اقامت داده می‌شود.

### بعد از جنگ جهانی دوم
بعد از جنگ جهانی دوم، میلیونها آلمانی از میهن خود اخراج شدند. بازماندگان آنها در جائی که هم‌اینک بنام جمهوری فدرال آلمان است (که در ان زمان به چهار منطقه اشغال شده تقسیم شده بود) یا کشورهای دیگر پناهنده شدند. جمهوری فدرال آلمان و GDR در سال ۱۹۴۹ پایه‌گذاری شد، اما حاکمیت آنها تا دیر زمانی محدود بود. (به وضعیت قانونی المان بعد از سال ۱۹۴۵ نگاه کنید). در جمهوری آلمان برای افراد جابجا شده و پناهندگان پاسپورت صادر گردید و وضعیت هر فرد در بدو ورود به کشور در آئین پذیرش مکتوب می‌شد. این اقدامات در کمپ پناهندگی فایرلند انجام می‌گرفت؛ و برای کسانی که از منطقه تحت اشغال شوروی از طریق برلین غربی وارد می‌شدند، این اقدامات در کمپ مارینفلد انجام می‌شد. همه متقاضیانی که از بخش اشغال شده شوروی وارد می‌شدند بعنوان پناهنده شناخته نمی‌شدند، بلکه در غرب تحمل می‌شدند. کارت هویت پناهندگانی که پناهندگی آنها را مورد تأیید قرار می‌داد، به آنها امکان دسترسی به انواع مختلف کمکها را می‌داد (برای مثال حق جابجایی، حق اجاره آپارتمان و دریافت وام برای خرید املاک). طبق قانون فدرال برای پناهندگان در سال ۱۹۵۳ در مورد فردی که از میهنش رانده شده، یا پناهنده‌ای که از بخش اشغالی شوروی آمده، پروسه تشخیص هویت انجام می‌شود. کارتهای هویت A و B برای افراد رانده شده و پناهندگانی که از آلمان شرقی سابق آمده‌اند در نظر گرفته شده‌است. پناهندگانی که از بخش اشغالی شوروی آمده باشند، کارت C دریافت می‌کنند. کارت A برای افرادی است که قبل از سال ۱۹۳۸ در سرزمینهای آلمان شرقی زندگی می‌کرده‌اند و کارت B برای کسانی است که در سال ۱۹۳۸ از آنجا اخراج شده‌اند می‌باشد. بعلاوه شهرداریها در لاور سکسونی (Lower Saxony) نیز برای ساکنینی که آنجا را بعد از بمباران ترک کرده‌اند کارتهای شناسائی B صادر کرده‌اند.